# Харолд (Охајо)
Харолд (енгл. Harrod) град је у америчкој савезној држави Охајо.

## Демографија
По попису из 2010. године број становника је 417, што је 74 (-15,1%) становника мање него 2000. године.
| Група             | 2000.       | 2010.       |
| Белци             | 477 (97,1%) | 408 (97,8%) |
| Афроамериканци    | 0 (0,0%)    | 0 (0,0%)    |
| Азијати           | 0 (0,0%)    | 0 (0,0%)    |
| Хиспаноамериканци | 8 (1,6%)    | 7 (1,7%)    |
| Укупно            | 491         | 417         |